# Včela medonosná vlašská
Včela medonosná vlašská (Apis mellifera ligustica, také italská, ligurská) je západoevropský poddruh včely medonosné. Vyskytuje se v Itálii, od Alp na severu až po Sicílii na jihu.

## Původ
Předpokládá se, že včela medonosná vlašská pochází z pevninské Itálie, jižně od Alp a severně od Sicílie. Tento poddruh přežil poslední dobu ledovou v této oblasti. Geneticky se liší od včel medonosných z Pyrenejského poloostrova a Sicílie. Vlašská včela se stala nejrozšířenější ze všech poddruhů včely medonosné a přizpůsobila se většině podnebí, od subtropického až po chladné mírné pásmo, ve vlhkých tropických oblastech je méně úspěšná. Vlašská včela pocházející z teplého klimatu centrálního Středomoří, špatně zvládá tuhé zimy a chladná, vlhká jara v severních zeměpisných šířkách. Nevytváří tak kompaktní zimní chomáč (hnízdo). Musí zkonzumovat více zásob, aby se vyrovnaly větší tepelné ztráty z pohybu. Tendence k odchovu plodu v pozdním podzimu také zvyšuje spotřebu zásob. Známý včelař Thomas White Woodbury poprvé představil vlašskou včelu v Británii v roce 1854 a zjistil, že je výrazně lepší než anglická včela medonosná tmavá.

## Anatomie
Mezi různými liniemi vlašských včel existují tři základní barevné rozdíly: 
- hnědá s žlutými pruhy
- světle žlutá (zlatá)
- a velmi světle žlutá (Cordovan)

Jejich tělo je menší a chloupky mají kratší než u jiných plemen včel medonosných.

## Odolnost vůči nemocem
Neexistují jednoznačné důkazy o tom, že by vlašská včela byla odolnější vůči včelím nemocem než u jiných plemen. Pozoruje se také, že hůře snáší nosemózu. Nedokážou zadržet výkaly ve střevech delší dobu a vyžadují častější čisticí lety. Postihují je parazitní roztoči Varroa, tracheální roztoči a bakteriální onemocnění, akarinóza, mor včelího plodu, hniloba včelího plodu, zvápenatění plodu a další choroby včely medonosné.
Ukázala se jako jedinečná v odolnosti vůči roztočíku včelímu (akarinóza). Týká se to ale jen tmavších plemen, zatímco zlaté linie jsou na to velmi citlivé a na akarinózu extrémně náchylné. Přes veškerou práci věnovanou výzkumu není znám důvod tohoto stavu. Je to překvapivé, protože tmavá linie, se od poloviny 20. století prokázala proti akarinóze jako jedna z nejodolnějších. 

## Charakter a chování
Z chovatelského hlediska je hodnota vlašské včely v kombinaci mnoha dobrých vlastností. Patří mezi ně medonosnost, mírnost, hojné plodování, nechuť k rojení, ochota stavět plásty a přecházet do dalších nástavků, čistota, odolnost vůči chorobám a sklon sbírat místo medovice nektar. Poslední jmenované má hodnotu pouze v zemích, kde je preferován květový med oproti medovicovému. Vlašská včela prokázala, že dokáže produkovat dobrý med z jetele inkarnátu. Zdá se, že jedinečné zastoupení světlých linii v Severní Americe je způsobeno skutečností, že v jižních a západních subtropických státech se velká centra chovu včelích matek zabývají především prodejem včel, ve kterém hraje produkce medu důležitou, ale vedlejší roli.
Zatímco vlašská včela má mnoho předností, má také nevýhody: Postrádá vitalitu a je náchylná k přemnožení. Tyto dvě vady jsou hlavní příčinou jejích dalších nedostatků. Má sklon k zmatečnému létaní, což je způsobeno špatnou orientací, ukazuje se to jako nevýhoda při uspořádání včelstev v řadách obrácených jedním směrem, jak je běžnou praxí na včelnicích téměř po celém světě. Všechny výše uvedené nevýhody se projevují ve vysoké spotřebě zásob. V evropských zemích se tyto odrůdy včel ukázaly jako vysoce neuspokojivé, protože mají tendenci nadměrného plodování.

### výhody:
- Má silné chovné predispozice a velmi velké množství plodu.
- Čistota (což někteří vědci považují za faktor ovlivňující odolnost vůči chorobám).
- Používá málo propolisu.
- Vynikající pro kočovné včelnice.
- Vynikající struktura buněk plástů (objeveno ve Švýcarsku v roce 1862, H.C. Hermann zjistil, že: vlašská struktura buněk zabírala 15 buněk oproti 16 běžným buňkám ostatních včel, objem buňky je 30%).
- Má nižší tendenci k rojení než jiná plemena západních včel.
- Ideální pro oblasti se stálým zdrojem nektaru a příznivým počasím po celé léto.
- Ideální pro komerční včelíny.
- Mírnost.
- Snadno zvládá polonástavky.

### Nevýhody:
- Nedostatek vitality.
- Sklon k nadměrnému plodování.
- Náchylnost k nemocem.
- Vysoká spotřeba zásob.
- Více inklinují k loupežím a vykrádání než ostatní evropské plemena.
- Vysoká spotřeba zásob v pozdní zimě nebo brzy na jaře, což způsobuje zmenšování včelstva a v důsledku toho pomalý nebo opožděný jarní rozvoj.
- Plodování začíná pozdě a trvá dlouho do pozdního léta nebo podzimu, bez ohledu na zdroje nektaru.
- Má tendenci létat na kratší vzdálenosti než včela kraňská nebo tmavá, a proto může být méně účinná v oblastech s omezenými zdroji.
- Není vhodná pro chov v chladných pobřežních oblastech.

Vlašská včela se více zabývá získáváním nektaru, zpracováním medu a péčí o ostatní včely, pro zvýšení plodování ve srovnání s africkou včelou (A. m. scutellata).

## Šlechtitelské chovy
Šlechtitelé vlašských včel, ale i jiných plemen, usilují o kombinaci dobrých vlastností. V závislosti na účelu chovu může být zdůrazněn jeden nebo více z následujících znaků:
- Mírnost.
- Odolnost vůči různým chorobám.
- Předjarní rozvoj.
- Malá tendence k rojení.
- Schopnost medu rychle vyzrát.
- Voskové víčka jsou bílé.
- Minimální tmelení propolisem.
- Dostupnost a cena včelích matek.

## Rozšíření po světě
- 1853 dovezena do Německa.
- 1854 dovezena do Polska Dr. Janem Dzierżonem.
- 1854 dovezena do Spojeného království.
- 1859 dovezena do Spojených států.
- 1862 dovezena do Austrálie.
- 1866 dovezena do Ruské říše.
- 1880 dovezena na Nový Zéland.
- 1884 dovezena na Klokaní ostrov v jižní Austrálii. Med z Klokaního ostrova, díky své izolaci lokality, se prodává (v roce 2014) jako "jediný čistý ligurský med na světě".